# Fight for You (песня H.E.R.)
Fight for You (в переводе с англ. — «Борюсь за тебя») — песня американской певицы и автора песен H.E.R. (Габриэлла Уилсон) из кинофильма «Иуда и чёрный мессия». Релиз цифрового сингла прошёл 4 февраля 2021 на лейбле RCA Records. Песня получила Оскар в категории «Лучшая песня к фильму».

## История
H.E.R. написала «Fight for You» вместе с Тиарой Томас, а соавтором музыки и её сопродюсером был D'Mile. Песня была написана для фильма 2020 года «Иуда и чёрный мессия», биографического фильма о том, как Уильям О’Нил предал Фреда Хэмптона, председателя Иллинойского отделения Партии Чёрных пантер в конце 1960-х. Режиссёр фильма Шака Кинг сказал H.E.R., что он хотел послушать «что-нибудь современное с отголосками 1968 года». После того, как он услышал в треке влияние Кёртиса Мейфилда, он одобрил песню. H.E.R. сказала, что «здесь не так много того, что отделяет то время и эту историю от того, что происходит сейчас с движением Black Lives Matter в Black community».
Музыкально «Fight for You» описывалась как соул и песня в стиле фанк-соул. Она имеет быстрый темп и начинается с «агрессивных» ударных.

## Концертные исполнения
H.E.R. исполнила песню на шоу The Late Show With Stephen Colbert в феврале 2021 года, а заранее записанное выступление транслировалось на предварительном шоу 93-й церемонии вручения премии Оскар Oscars: Into the Spotlight.

## Отзывы

### Награды и номинации
На 93-й церемонии «Оскар», песня «Fight for You» выиграла награду в категории Лучшая песня к фильму; это стало первой победой для H.E.R..
| Год     | Организация                     | Награда                              | Результат | Ссылка |
| ------- | ------------------------------- | ------------------------------------ | --------- | ------ |
| 2020/21 | Academy Awards                  | Best Original Song                   | Победа    | [ 12 ] |
| 2020    | Black Reel Awards               | Outstanding Original Song            | Номинация | [ 13 ] |
| 2020    | Critics' Choice Awards          | Best Song                            | Номинация | [ 14 ] |
| 2021    | Gold Derby Awards               | Best Original Song                   | Номинация | [ 15 ] |
| 2020/21 | Золотой глобус                  | Best Original Song                   | Номинация | [ 16 ] |
| 2020    | Hollywood Music in Media Awards | Best Original Song in a Feature Film | Номинация | [ 17 ] |
| 2022    | Grammy Awards                   | Song of the Year                     | Номинация | [ 18 ] |
| 2022    | Grammy Awards                   | Best Traditional R&B Performance     | Победа    | [ 18 ] |
| 2022    | Grammy Awards                   | Best Song Written for Visual Media   | Номинация | [ 18 ] |

## Чарты
| Чарт (2021)                                | Высшая позиция |
| ------------------------------------------ | -------------- |
| Бельгия/Фландрия (Ultratip Bubbling Under) | 43             |
| США (R&B Digital Songs, Billboard)         | 23             |